# Heinz Bigler
Heinz Bigler (21. december 1925 - 20. juni 2002) var en schweizisk fodboldspiller (midtbane). Han spillede for BSC Young Boys og for Schweiz' landshold. Han var med i den schweiziske trup til VM 1954 på hjemmebane, og spillede én af holdets tre kampe i turneringen, hvor schweizerne blev slået ud i kvartfinalen.